# Kiskonjoki
Der Kiskonjoki ist ein Fluss in den Landschaften Varsinais-Suomi und Uusimaa im Südwesten Finnlands.
Er bildet den Abfluss des Sees Kirkkojärvi.
Von dort fließt er in westlicher Richtung, durchfließt den See Saarenjärvi, und nimmt 5 km vor seiner Mündung in die Ostseebucht Krailanselkä, den rechten Nebenfluss Perniönjoki auf.
Seine Länge beträgt etwa 30 km.
Das Einzugsgebiet umfasst 1046,9 km².
Die Quellflüsse Kurkelanjoki und Mommolanjoki speisen den Kirkkojärvi. 
Das Flusssystem wird im Rahmen des Natura 2000-Projekts geschützt.